# Вандёвр
Вандёвр (фр. Vendeuvre) — коммуна во Франции, находится в регионе Нижняя Нормандия. Департамент коммуны — Кальвадос. Входит в состав кантона Морто-Кулибёф. Округ коммуны — Кан.
Код INSEE коммуны — 14735.

## Население
Население коммуны на 2010 год составляло 736 человек.
| 1962 | 1968 | 1975 | 1982 | 1990 | 1999 | 2010 |
| ---- | ---- | ---- | ---- | ---- | ---- | ---- |
| 828  | 809  | 721  | 706  | 708  | 734  | 736  |

## Экономика
В 2010 году среди 485 человек трудоспособного возраста (15—64 лет) 374 были экономически активными, 111 — неактивными (показатель активности — 77,1 %, в 1999 году было 67,4 %). Из 374 активных жителей работали 335 человек (189 мужчин и 146 женщин), безработных было 39 (16 мужчин и 23 женщины). Среди 111 неактивных 31 человек были учениками или студентами, 51 — пенсионерами, 29 были неактивными по другим причинам.